# オールスター90分
『オールスター90分!』（オールスターきゅうじゅっぷん）は、フジテレビ系列局ほかで放送されていたフジテレビ製作のバラエティ番組である。全25回。製作局のフジテレビでは1974年10月5日から1975年3月29日まで、毎週土曜 19:30 - 20:55 （日本標準時）に放送。

## 概要
土曜の放送が廃止された『クイズグランプリ』と『スター千一夜』それぞれの枠、そして土曜20:00枠のドラマの終了によって空いた枠を使って開始された番組。野口五郎、うつみ宮土理、マギー・ミネンコ、初代引田天功、あのねのねの5組がお笑いと歌を繰り広げていた。これに大山倍達やマッハ文朱の格闘技も披露された。

## 出演者

### 司会
- 野口五郎
- うつみ宮土理
- マギー・ミネンコ

### レギュラー
- 初代引田天功
- あのねのね（12月まで）
- B&B（1月から。島田洋七と上方よしおのコンビ）
- アンクルリッキーとファミリー
- 大山倍達（第6回まで）
- マッハ文朱（第7回以降。当時全日本女子プロレス所属女子プロレスラー）

## 主なコーナー
天功コーナー
初代天功が催眠術や奇術を披露するコーナー。
あのねのねのタイムトンネル
あのねのねの清水国明が科学者、原田伸郎が助手に扮し、タイムトンネルで過去に行った設定で行うコント。
夫妻歌合戦
「タイムトンネル」に代わって登場したあのねのねコーナー。ゲスト歌手とそのファンの一般児童が即席夫婦を演じ、歌まねを披露する。審査員は野口・うつみ・マギー・天功が担当、判定は『NHKのど自慢』と同じく、チューブラーベルで行う。
格闘コーナー
当初は空手家・大山倍達が様々な格闘技を披露していたが、1974年11月23日放送分から大山に代わって、当時新鋭女子プロレスラーだったマッハ文朱が、ゲスト（主にコメディアン）相手にプロレス技を披露する様になった。

## 放送リスト
| 回                                                                              | 放送日         | サブタイトル                                                                       | 主なゲスト                                                 | 備考                             |
| ------------------------------------------------------------------------------- | -------------- | ---------------------------------------------------------------------------------- | ---------------------------------------------------------- | -------------------------------- |
| 1                                                                               | 1974年 10月5日 | 壮烈！天功アフリカ象との対決                                                       | 山口百恵、桜田淳子、西城秀樹                               |                                  |
| 2                                                                               | 10月12日       | 天功、マサイ族に大催眠／死闘！角材四方割り                                         | 五木ひろし、あべ静江                                       |                                  |
| 3                                                                               | 10月19日       | 大魔術！ライオン、スタジオで大暴れ／必殺！10人跳びかわら割り                       | 水前寺清子、山本リンダ、和田アキ子、夏木マリ               |                                  |
| （10月26日はプロボクシング中継「アントニオ・セルバンテス×門田恭明」のため休止） |                |                                                                                    |                                                            |                                  |
| 4                                                                               | 11月2日        | フォーリーブス、バンドでメッタ打ち／かわら15枚ぶちこわし                           | フォーリーブス、夏木マリ                                   |                                  |
| 5                                                                               | 11月9日        | 百恵、残酷インタビューで真っ赤ッカ／女頭上かわら割り                               | 山口百恵                                                   |                                  |
| 6                                                                               | 11月16日       | 催眠術！風吹ジュン喫茶店で大暴れ／死闘！大山カラテ真剣勝負                         | 和田アキ子、風吹ジュン、ちあきなおみ                       | 大山倍達最後の出演               |
| 7                                                                               | 11月23日       | マッハ90分大暴れ！                                                                 | 五木ひろし、あべ静江、井上順                               | この回からマッハ文朱が出演       |
| 8                                                                               | 11月30日       | 欧州一の催眠術師、天功に決死の挑戦／マッハ・スペシャルであのねのね気絶3分間        | 五木ひろし、山口百恵                                       |                                  |
| 9                                                                               | 12月7日        | チビッ子決定版!!大逆襲！マッハ四つん這い                                           | 和田アキ子、浅田美代子                                     |                                  |
| 10                                                                              | 12月14日       | マッハ・スペシャルで涙ボロボロ                                                     | 三善英史                                                   |                                  |
| 11                                                                              | 12月21日       | チビッ子デストロイヤー、マッハと世紀の対決／あのねのねの芸能重大ニュース           |                                                            |                                  |
| 12                                                                              | 12月28日       | 井上順、チビッ子芸者と結婚か？／マッハ・スペシャルで気絶10人                       | 西城秀樹、西川峰子                                         |                                  |
| 13                                                                              | 1975年 1月4日  | 百恵・マッハ、世紀の対決／マッハ・スペシャルで敏江・玲児ふっ飛ぶ                   | 山口百恵、和田アキ子、あべ静江、風吹ジュン、正司敏江・玲児 |                                  |
| 14                                                                              | 1月11日        | 意地悪ジェスチャーで百恵泣く／マッハ・スペシャル！マッハ気絶10分                   | 中条きよし、レツゴー三匹、夏木マリ                         |                                  |
| 15                                                                              | 1月18日        | マッハ激怒!!チャンバラトリオ、バラバラ                                             | チャンバラトリオ、今陽子                                   |                                  |
| 16                                                                              | 1月25日        | 遂に放送中止か、天功大催眠／マッハ・スペシャルで千里・万里グニャグニャ             | 海原千里・万里                                             |                                  |
| 17                                                                              | 2月1日         | チビッ子西城に夏木マリホレホレ／マッハ・スペシャルで井上順、再起不能？             | 井上順、夏木マリ、桜田淳子                                 |                                  |
| 18                                                                              | 2月8日         | チビッ子双子妻に五木アラアラ／マッハ・スペシャルでやすし・きよし行方不明           | 五木ひろし、横山やすし・西川きよし                         |                                  |
| 19                                                                              | 2月15日        | マッハ激怒!!コブラツイストで球児・好児グニャグニャ／天功マジックで、アッコ、アー!! | 和田アキ子、青空球児・好児                                 |                                  |
| 20                                                                              | 2月22日        | 百恵ジェスチャーでお面に挑戦／マッハ・スペシャルでずうとるびズルズル               | 山口百恵、ずうとるび                                       |                                  |
| 21                                                                              | 3月1日         | マッハやっぱり15歳、色気でスタコラ!!／踊って歌って集団催眠                         | 山本リンダ、夏木マリ、あべ静江、西川峰子                   |                                  |
| 22                                                                              | 3月8日         | 嵐の13文キック、マッハ、リングで大暴れ／仰天！天功マジックでステージ大混乱         | 浅田美代子、伊藤咲子                                       |                                  |
| 23                                                                              | 3月15日        | マッハ大怪獣に挑戦！スタジオ大混乱／決定版!!夏木の腰振りどじょうすくい             | 八代亜紀、ゴジラ                                           | 『メカゴジラの逆襲』公開直前企画 |
| 24                                                                              | 3月22日        | 天功マジック 五郎の左腕ブラブラ／マッハ・スペシャルドカーン!!                      | 井上順、桜田淳子、南沙織、中村晃子                         |                                  |
| 25                                                                              | 3月29日        | 遂にやった!!マッハ世界選手権奪取／五郎必死のフィナーレ                             | 森昌子、山本リンダ                                         |                                  |

（参照：『朝日新聞 縮刷版』朝日新聞社、1974年10月5日 - 1975年3月29日付のラジオ・テレビ欄。）

## 放送局
- フジテレビ
- 北海道文化放送
- 仙台放送
- 秋田テレビ
- 山形テレビ
- 長野放送
- テレビ静岡
- 富山テレビ
- 石川テレビ
- 福井テレビ
- 東海テレビ
- 関西テレビ
- 山陰中央テレビ
- 岡山放送
- 愛媛放送（現・テレビ愛媛）
- テレビ西日本
- サガテレビ
- テレビ長崎（同時ネットか時差ネットかは不明）
- テレビ熊本
- テレビ宮崎
- 沖縄テレビ